# Lundermoen
Lundermoen is een plaats in de Noorse gemeente Lillestrøm, fylke Akershus. Lundermoen telt 994 inwoners (2007) en heeft een oppervlakte van 0,47 km².